# جنت (موسیقی)
جِنت Djent /ˈdʒɛnt/، یک زیرسبک از موسیقی هوی متال است که مشتق دیگری از پروژهٔ پراگرسیو متال سنتی است. کلمه "djent" یک نام آوا است.
خصیصه‌های این سبک بیس محور بودن آن، با ریف‌های گیتار ریتم (هردو پالم میوت) با بیشینه-بهره سیگنال‌های دیستورت و [Dynamic range compression کمپرس] شده، به علاوه ریتم‌های زوج بلاست  در پس زمینه می‌باشد.

## توسعه
فردریک ثوردندال گیتاریست سوئدی گروه مشوگاه به عنوان پدیدآورنده سبک جنت در نظر گرفته شده‌است. دیگر پیشگامان این سبک میشا منصور با موفقیت در بند پریفری با آلبوم «از دنیای مجازی تا یکی از واقعی هایش»، اسکیث، نمیک، انیمالز از لیدرز تسرکت و تکسچر هستند.

## لیست هنرمندان پیشگام در این سبک
| گروه               | کشور مصدر             | سال‌های فعالیت                |
| ------------------ | --------------------- | ---------------------------- |
| After the Burial   | ایالات متحده          | 2004– تا هم اکنون            |
| A Life Once Lost   | ایالات متحده          | 1999–2013                    |
| Animals as Leaders | ایالات متحده          | 2007– تا هم اکنون            |
| Born of Osiris     | ایالات متحده          | 2003– تا هم اکنون            |
| The Contortionist  | ایالات متحده          | 2007– تا هم اکنون            |
| Destrage           | ایتالیا               | 2005– تا هم اکنون            |
| Hacktivist         | پادشاهی متحد بریتانیا | 2011– تا هم اکنون            |
| Meshuggah          | سوئد                  | 1987– تا هم اکنون            |
| Monuments          | پادشاهی متحد بریتانیا | 2007– تا هم اکنون            |
| Paul Ortiz         | پادشاهی متحد بریتانیا | 2004– تا هم اکنون            |
| Periphery          | ایالات متحده          | 2005– تا هم اکنون            |
| SikTh              | پادشاهی متحد بریتانیا | 1999–2008, ۲۰۱۳– تا هم اکنون |
| Skyharbor          | هند                   | 2010– تا هم اکنون            |
| Sirens             | ایالات متحده          | 2011– تا هم اکنون            |
| TesseracT          | پادشاهی متحد بریتانیا | 2007– تا هم اکنون            |
| Textures           | هلند                  | 2001– تا هم اکنون            |
| Uneven Structure   | فرانسه                | 2008– تا هم اکنون            |
| Veil of Maya       | ایالات متحده          | 2004– تا هم اکنون            |
| Vildhjarta         | سوئد                  | 2005– تا هم اکنون            |
| Volumes            | ایالات متحده          | 2009– تا هم اکنون            |
| Xerath             | پادشاهی متحد بریتانیا | 2007– تا هم اکنون            |